# Silvina Rada
Silvina Rada (Buenos Aires, 1 de diciembre de 1946) es una actriz argentina de cine, teatro y televisión. 

## Trayectoria
En sus inicios en el cine trabajó con Leo Dan, en 1968, en La novela de un joven pobre, en 1970 con Sandro en Gitano y en 1972 con Leonardo Favio en Simplemente una rosa. 
En televisión actuó en ciclos de Alberto Migré como Nacido para odiarte, Un extraño en nuestras vidas y Fiesta y bronca de ser joven, en miniseries como Invitación Jamaica, Dulce fugitiva y en series como El coraje de querer, Libertad Condicional, Vendedoras de Lafayette y Ricos y famosos. Después de un largo período en el que estuvo alejada de la televisión, en 2010 fue convocada para interpretar a Mirna, hermana de la villana Gracia (Selva Alemán), en la telenovela Malparida.

## Cine
| Año  | Título                      | Papel     |
| ---- | --------------------------- | --------- |
| 1996 | Juego limpio                | Alicia    |
| 1979 | Este loco amor loco         | Rita      |
| 1979 | La fiesta de todos          | Mabel     |
| 1975 | Las procesadas              | Presa     |
| 1972 | Simplemente una rosa        | Susana    |
| 1970 | Gitano                      | Alejandra |
| 1968 | La novela de un joven pobre | Luisita   |

## Televisión
| Año       | Título                                    | Papel                            |
| --------- | ----------------------------------------- | -------------------------------- |
| 2010      | Malparida                                 | Mirna Herrera                    |
| 1999      | Salvajes                                  | Sandra                           |
| 1997-1998 | Ricos y famosos                           | Marcia / Jazmín                  |
| 1994-1995 | Sin condena                               | Varios                           |
| 1994      | Alta comedia                              | Varios                           |
| 1992-1993 | El precio del poder                       | Virginia                         |
| 1992      | Fiesta y bronca de ser joven              | Viviana Londoño                  |
| 1989      | La ultima esperanza                       | Rebeca Francelli                 |
| 1988-1989 | Vendedoras de Lafayette                   | Ana                              |
| 1987      | El corrupto                               | Luciana del Llanó                |
| 1987      | Cuatro Princesas                          | Adriana Solano                   |
| 1986-1987 | Pasión y poder                            | Asunción Heredia Ferrari         |
| 1986      | Libertad condicionada                     | Amalia Ledezma / Amalita Peralta |
| 1985      | El camionero y la dama                    | Marcela                          |
| 1985      | Noches de luna                            | Sofía de Pradon                  |
| 1984      | Las 24 horas                              | Varios                           |
| 1984      | Teresa Batista, cansada de guerra         | Carla                            |
| 1982      | Extraño desencuentro                      | Laura Montero                    |
| 1982      | Un callejón en las nubes                  | Andrea Margarita López           |
| 1982      | No creo en los hombres                    | María Dolores Morales            |
| 1981      | Tengo calle                               | Gabriela García                  |
| 1981      | Yara                                      | Leticia Daválos                  |
| 1980-1981 | Hilda                                     | Margarita Igarzábal #2           |
| 1980      | El coraje de querer                       | Marcela "La tigra"               |
| 1979-1980 | Dulce fugitiva                            | Gabriela Montefiori              |
| 1978      | Cumbres Borrascosas                       | Marina Hernández                 |
| 1977      | Invitación a Jamaica                      | Cristina                         |
| 1976      | La luz y La sombra                        | Blanca Súarez                    |
| 1975      | Sembraderos                               | Gina                             |
| 1974-1976 | Alta comedia                              | Varios                           |
| 1974      | Presagio de amor                          | Verónica Montalban               |
| 1973      | Teatro como en el teatro                  | Varios                           |
| 1972      | Un extraño en nuestras vidas              | Paulina Gúzman                   |
| 1972      | Mariano Marzán, un médico de Buenos Aires | Clara Bertis                     |
| 1972      | Ese que siempre está solo                 | Isabel                           |
| 1972      | Rolando Rivas, taxista                    | Pasajera del taxi (cameo)        |
| 1971      | Nacido para odiarte                       | Paula                            |
| 1971      | Teleatro de Alberto Migre                 | Nora                             |
| 1970      | El amor tiene cara de mujer               | Victoria "Vicky"                 |
| 1969      | Ave de Fé                                 | Sagrario                         |
| 1967      | Siempre tuya por siempre                  | Brenda Gutiérrez                 |
| 1966      | El deseo                                  | Romina                           |

## Teatro
- 1998: Cartas de amor en la arena. Centro Cultural Borges junto a Daniel Miglioranza.
- 1983: Sueño de una noche de verano. Junto a Daniel Miglioranza, Claudio Gallardou, Cristina Banegas, Fernando Heredia, Rodolfo Graciano, Perla Santalla y Tincho Zabala.
- 1982: Eso nos gusta a todos. Junto a Juan Carlos Calabró, Wilfredo Ferrán, Mariana Karr, Jorge Mayorano, María Julia Moreno y Raúl Taibo.
- 1970: Acelga con champagne. Junto a Marta González, Elina Colomer, Emilio Comte y Miguel Bermúdez. Personaje: Candy.
- 1970: Boeing boeing. Junto a Ernesto Bianco, María Ester Gamas, Gloria Leyland, Jorge Salcedo y Enzo Viena.

## Premios
| Año  | Premio         | Proyecto                                                            | Resultado |
| ---- | -------------- | ------------------------------------------------------------------- | --------- |
| 2016 | Premio Podestá | Por los 50 años de afiliación a la Asociación Argentina de Actores. | Ganadora  |